# Nyctiellus lepidus
Nyctiellus lepidus је сисар из реда слепих мишева и породице Natalidae. 

## Распрострањење
Врста је присутна у Бахамским острвима и Куби.

## Станиште
Врста Nyctiellus lepidus има станиште на копну.

## Угроженост
Ова врста није угрожена, и наведена је као последња брига јер има широко распрострањење.

### Популациони тренд
Популациони тренд је за ову врсту непознат.